# Andrew Parrott
Andrew Parrott (10 marzo 1947) è un direttore d'orchestra britannico, conosciuto per essere stato un pioniere nel proporre musica antica.

## Biografia
Nel 1973 fondò a Londra il Taverner Choir, Consort and Players, un ensemble musicale destinato ad eseguire musica medioevale e rinascimentale su strumenti d'epoca o copie moderne degli stessi. Successivamente è stato direttore del London Mozart Players per diversi anni, incarico che ha mantenuto fino al 2006. Attualmente dirige il New York Collegium nella metropoli statunitense.
Nella sua carriera ha diretto anche musica di altri periodi fino alla musica contemporanea. Ha diretto la prima esecuzione di A Night at the Chinese Opera di Judith Weir, così come opere di altri compositori moderni come John Tavener.
Parrott ha anche scritto articoli su Bach, Monteverdi e Purcell, è stato coautore del New Oxford Book of Carols ed autore di The Essential Bach Choir.

## Opere
- Andrew Parrott, The Essential Bach Choir, Woodbridge, Boydell Press, 2000. ISBN 0-85115-786-6